# Chinesische Sternenkonstellationen
Die chinesischen Sternenkonstellationen (chinesisch 星官, Pinyin xīngguān) geben die Ordnung der Sterne nach der chinesischen Astronomie an. Diese bezeichnen Himmelsregionen, die sich stark von den IAU-Sternbildern unterscheiden, die heute in der Astronomie üblich sind.

## Die Himmelskartierung
Die frühen chinesischen Astronomen haben den Nachthimmel in 31 Regionen aufgeteilt, zu diesen zählen drei Gebiete (三垣,  San Yuán – „drei Einfriedungen, drei Stadtteile“) und 28 Wohnsitze (二十八宿,  Ershiba Xiù). Die drei Gebiete umfassen die Himmelsregion um den nördlichen Himmelspol und sind das ganze Jahr über zu sehen. Die 28 Wohnsitze (Xiù) erstrecken sich dreieckig von der Ekliptik bis zum Himmelpol und sind nach Sternbildern im Tierkreis benannt. Die Chinesischen Sternenkonstellationen sind kleiner als die westlichen, alleine die Ekliptik wird von der chinesischen Tradition in 28 Xiù 宿 – „Schlaf-, Ruheplatz, Herberge“ ‚Wohnsitze‘ aufgeteilt, entsprechend der Strecke, die der Mond pro Tag zurücklegt.
(Siehe: Chinesische Tierkreiszeichen)
Die Chinesen kamen wohl etwa im zweiten vorchristlichen Jahrhundert mit der sumerischen Astronomie in Kontakt, konnten aber deren Zwölfteilung (die noch in den Tierkreiszeichen überliefert ist) wenig abgewinnen: Die chinesischen Sternbilder geben primär den Lauf des Mondes in einem synodischen Mondmonat wieder, als den der Sonne in einem Sonnenjahr. Man spricht daher auch von den „28 Mondstationen“. Sie ähneln eher dem indischen Nakshatras-System, das aber zur Berechnung eines 27-tägigen siderischen Lunarkalenders dient.
Die drei Gebiete und 28 Wohnsitze sind unterteilt in 283 Sternbilder. Jeder sichtbare Stern gehört zu einem dieser Sternbilder, von denen einige aus nur einem Stern bestehen. Traditionell besteht der Name eines Sterns aus dem Namen seines Sternbildes und einer Nummer – das gleicht der modernen astronomischen Nomenklatur.

### Die drei Gebiete
Die drei Gebiete sind das Gebiet des Kaiserpalast (紫微垣,  Zĭwēiyuán), das Gebiet des höchsten Palastes (太微垣,  Tàiwēiyuán) und das Gebiet des himmlischen Marktes (天市垣,  Tiānshìyuán). Das erste Gebiet umfasst den ganzen Norden des Himmels, es liegt aus Sicht der chinesischen Sterndeuter in seinem Zentrum. Das zweite Gebiet liegt östlich und nördlich und das Gebiet des himmlischen Marktes liegt westlich und südlich dieses (chinesischen) Himmelszentrums.

### Die 28 Wohnsitze
Die 28 Wohnsitze werden den „Vier Symbolen“ (= vier Himmelsrichtungen) zugeordnet (jeweils 7 Wohnsitze). Diese Symbole oder auch Vier Wundertiere 四象,  Sì Xiàng sind:
- der „Blaue Drache des Ostens“, 東方青龍 / 东方青龙,  Dōngfāng Qīnglóng,
- der „Rote Vogel des Südens“, 南方朱雀,  Nánfāng Zhūquè,
- der „Weiße Tiger des Westens“ 西方白虎,  Xīfāng Báihǔ, und
- die „Schwarze Schildkröte des Nordens“ 北方玄武,  Běifāng Xuánwǔ.

Die aus dem chinesischen Horoskop bekannten „Sternzeichen“, die zwölf Erdzweige, haben am Himmel kein Äquivalent als Sternbilder.
Die Bezeichnungen und die regierenden Sterne sind:
| Vier Symbole Vier Wundertiere (四象, Sì Xiàng)                             | Wohnsitze / Mondstationen (宿) | Wohnsitze / Mondstationen (宿)       | Wohnsitze / Mondstationen (宿) | Wohnsitze / Mondstationen (宿) |
| Vier Symbole Vier Wundertiere (四象, Sì Xiàng)                             | Nr.                            | Name (pinyin)                        | Übersetzung                    | Regierender Stern              |
| -------------------------------------------------------------------------- | ------------------------------ | ------------------------------------ | ------------------------------ | ------------------------------ |
| Blauer Drache des Ostens (東方青龍 / 东方青龙, Dōngfāng Qīnglóng) Frühling |                                |                                      |                                |                                |
| 1                                                                          | 角 (Jiăo)                      | Horn                                 | α Vir                          |                                |
| 2                                                                          | 亢 (Kàng)                      | Nacken                               | κ Vir                          |                                |
| 3                                                                          | 氐 (Dĭ)                        | Wurzel                               | α Lib                          |                                |
| 4                                                                          | 房 (Fáng)                      | Haus                                 | π Sco                          |                                |
| 5                                                                          | 心 (Xīn)                       | Herz                                 | σ Sco                          |                                |
| 6                                                                          | 尾 (Wěi)                       | Schwanz                              | μ Sco                          |                                |
| 7                                                                          | 箕 (Jī)                        | Kornschwinge                         | γ Sgr                          |                                |
| Schwarze Schildkröte des Nordens (北方玄武, Běifāng Xuánwǔ) Winter         |                                |                                      |                                |                                |
| 8                                                                          | 斗 (Dǒu)                       | (Südlicher) Wagen/Schöpflöffel/Kelle | φ Sgr                          |                                |
| 9                                                                          | 牛 (Niú)                       | Ochse                                | β Cap                          |                                |
| 10                                                                         | 女 (Nǚ)                        | Mädchen                              | ε Aqr                          |                                |
| 11                                                                         | 虛 (Xū)                        | Leere                                | β Aqr                          |                                |
| 12                                                                         | 危 (Wēi)                       | Giebel/Hausdach                      | α Aqr                          |                                |
| 13                                                                         | 室 (Shì)                       | Feldlager                            | α Peg                          |                                |
| 14                                                                         | 壁 (Bì)                        | Mauer/Klippe/Steilwand               | γ Peg                          |                                |
| Weißer Tiger des Westens (西方白虎, Xīfāng Báihǔ) Herbst                   |                                |                                      |                                |                                |
| 15                                                                         | 奎 (Kuí)                       | Füße/Beine                           | η And                          |                                |
| 16                                                                         | 婁 / 娄 (Lóu)                  | Band                                 | β Ari                          |                                |
| 17                                                                         | 胃 (Wèi)                       | Magen                                | 35 Ari                         |                                |
| 18                                                                         | 昴 (Mǎo)                       | Wuschelkopf/Haariger Kopf            | 17 Tau                         |                                |
| 19                                                                         | 畢 / 毕 (Bì)                   | Netz                                 | ε Tau                          |                                |
| 20                                                                         | 觜 (Zī)                        | Schildkrötenschnabel                 | λ Ori                          |                                |
| 21                                                                         | 參 / 参 (Shēn)                 | Dreigestirn                          | ζ Ori                          |                                |
| Roter Vogel des Südens (南方朱雀, Nánfāng Zhūquè) Sommer                   | 22                             | 井 (Jǐng)                            | Quell(e)/Brunnen               | μ Gem                          |
| Roter Vogel des Südens (南方朱雀, Nánfāng Zhūquè) Sommer                   | 23                             | 鬼 (Guǐ)                             | Geister/tote Seelen            | θ Cnc                          |
| Roter Vogel des Südens (南方朱雀, Nánfāng Zhūquè) Sommer                   | 24                             | 柳 (Liǔ)                             | Weide(nbaum)                   | δ Hya                          |
| Roter Vogel des Südens (南方朱雀, Nánfāng Zhūquè) Sommer                   | 25                             | 星 (Xīng)                            | Sterne                         | α Hya                          |
| Roter Vogel des Südens (南方朱雀, Nánfāng Zhūquè) Sommer                   | 26                             | 張 / 张 (Zhāng)                      | Ausgebreitetes Netz            | υ¹ Hya                         |
| Roter Vogel des Südens (南方朱雀, Nánfāng Zhūquè) Sommer                   | 27                             | 翼 (Yì)                              | Flügel                         | α Crt                          |
| Roter Vogel des Südens (南方朱雀, Nánfāng Zhūquè) Sommer                   | 28                             | 軫 / 轸 (Zhěn)                       | Streitwagen                    | γ Crv                          |

### Anzahl der erfassten Sterne
| Sternenzone 星區 / 星区, xīngqū                                  | Sternenkonstellation (Anzahl) 星官數 / 星官数, xīngguānshù | Sterne (Anzahl) 星數 / 星数, xīngshù |
| ---------------------------------------------------------------- | ---------------------------------------------------------- | ------------------------------------ |
| 3 Gebiete 三垣, Sān Yuán                                         | 76                                                         | 328                                  |
| Blauer Drache des Ostens 東方青龍 / 东方青龙, Dōngfāng Qīnglóng  | 46                                                         | 186                                  |
| Schwarze Schildkröte des Nordens 北方玄武, Běifāng Xuánwǔ        | 65                                                         | 408                                  |
| Weiße Tiger des Westens 西方白虎, Xīfāng Báihǔ                   | 54                                                         | 297                                  |
| Roter Vogel des Südens 南方朱雀, Nánfāng Zhūquè                  | 42                                                         | 245                                  |
| Südlicher Sternenhimmel 近南極星區 / 近南极星区, jìn nánjíxīngqū | 23                                                         | 130                                  |
| Summe                                                            | 306                                                        | 1764                                 |

### Die südlichen Sternbilder
Da der Himmel um den südlichen Himmelspol den Chinesen lange Zeit unbekannt war, ist er nicht in das System der drei Gebiete und 28 Wohnsitze einbezogen. Am Ende der Ming-Dynastie führte daher Xu Guangqi auf der Grundlage westlicher Himmelskarten 23 neue Sternbilder ein.

## Sternenbenennung
Schon sehr früh haben die chinesischen Astronomen die Sterne systematisch benannt, mehr als 1000 Jahre bevor Johann Bayer dies in ähnlicher Weise tat. Jeder Stern war einem Sternbild zugeordnet. Des Weiteren bekam jeder Stern dieses Sternbilds eine Nummer zugewiesen. Der Name eines Sterns setzte sich also folgend zusammen: Sternbild + Nummer. Die Nummer des Sterns im Sternbild gibt jedoch nicht – wie die Bayer-Bezeichnung – die relative Helligkeit des Sternes wieder, sondern seine Stellung im Sternbild.
Altair heißt zum Beispiel auf Chinesisch 河鼓二,  Hégŭ Èr. 河鼓,  Hégŭ heißt Die Trommel am Gelben Fluss, der Name des Sternbildes. 二,  Èr ist das chinesische Zeichen für die Zahl zwei. Altair ist auf Chinesisch also der „Zweite Stern der Trommel am Fluss“.
Einige Sterne haben zusätzlich auch traditionelle Namen, die oft in Zusammenhang mit Mythologie oder Astrologie stehen. Altair ist im Chinesischen eher unter dem Namen 牛郎星,  Níulangxīng – „der Stern des Kuhhirtens“ oder 牽牛星 / 牵牛星,  Qiānníuxīng – „der Stern des Kuhhirten“ bekannt, ein Name, der aus einer mythischen Geschichte von einem Kuhhirten und einem Webermädchen herrührt.
Diese Bezeichnungen werden auch in der modernen chinesischen Astronomie verwendet. Alle englischen Sternbezeichnungen, für die traditionelle Namen existieren, werden normalerweise mit diesen traditionellen Namen anstelle der Katalognamen übersetzt.